# Erregina
Erregina est un prénom féminin basque.
L'équivalent du prénom est « Regina  » en espagnol et « Régine , Reine  » en français.
Erregina est un mot basque qui signifie « reine » .